# 枫丹白露
枫丹白露（法語：Fontainebleau，法語發音：[fɔ̃tɛnblo] ⓘ）是法国中北部法兰西岛大区塞纳-马恩省的一个市镇，同时也是该省的一个副省会，下辖枫丹白露区，其市镇面积为172.05平方公里，是法兰西岛大区面积最大的市镇；2022年1月1日时人口数量为15,787人，在法国城市中排名第608位。
枫丹白露位于塞纳-马恩省南部，距离巴黎市区约57公里，因同名宫殿及森林而闻名，是一个区域性的中心城市，有多条公路在此交汇。

## 地名来源
“枫丹白露”这一中文译名出自作家朱自清，其法语原文“Fontainebleau”最初于公元1137年以拉丁语“Fontem blahaud”的形式被记载，后被转写为“Fons Bleaudi”、“Fons Bliaudi”、“Fons Blaadi”等。法国大革命期间，“Fontainebleau”因含有封建色彩而被共和派更名为“Fontaine-la-Montagne”，意为“泉山”。
“Fontainebleau”一名的来源尚存在争议，法国地名学家阿尔贝·多扎则认为该名称由两部分组成：“Fontaine”意思是“泉水”或者“泉源”；“Bleau”转写自拉丁语“Belli”，后者出自日耳曼语人名“Blizwald”；此外还有部分史学家认为“bleau”转写自“belle eau”，意为“美丽的水”。

## 历史
枫丹白露的早期历史尚不清楚。

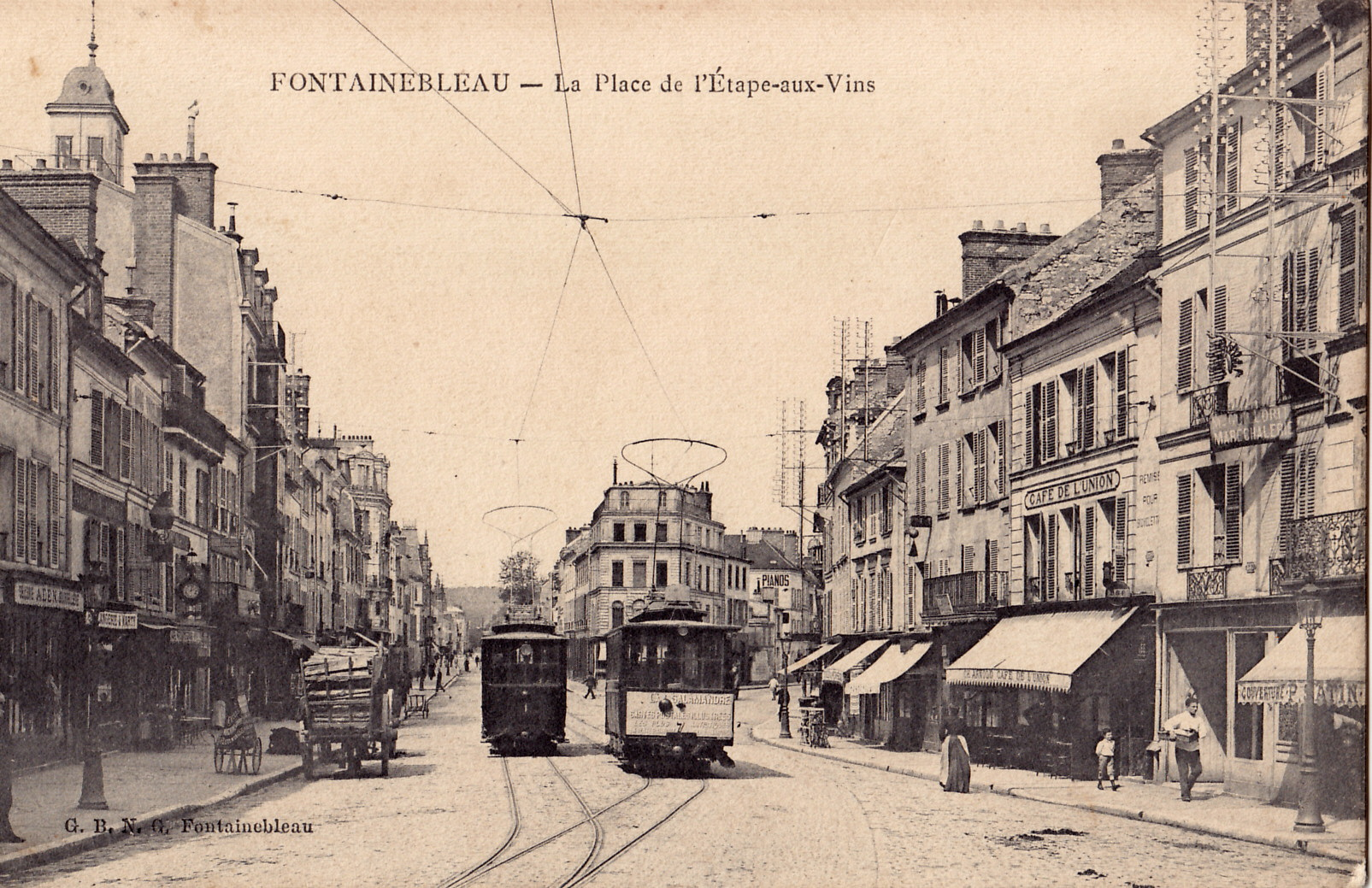
20世纪初的枫丹白露街景

公元十二世纪中叶，法王路易七世在这座小村庄建造了一轩猎人宿屋和小教堂。
一世纪之后，路易九世又在此建造了一所乡间宅邸和医院。腓力四世生卒都在此地，而法国历史上自路易六世至拿破仑三世的三十四位君王都曾君临此地并在此度日。
16世纪，弗朗索瓦一世扩建此地的宅邸，将之兴建成真正的皇家宫殿，即枫丹白露宫。他定下许多增筑和改建项目，使此宫成为了他和情妇埃唐普公爵夫人安娜·德伊的住所之一。此后，自十六世纪的弗朗索瓦一世到十八世纪的路易十五，每任法王都对枫丹白露宫修整一番。
1685年10月18日，路易十四签署《枫丹白露敕令》，废除《南特诏令》，收回了下赐给胡格诺教徒公开礼拜和其余权利，迫使法国境内许多新教徒或改宗入天主教会、或被杀、或流亡，而流亡地主要是低地国家、英国、普鲁士。
1762年10月5日，法国和西班牙在此秘密签定枫丹白露预备协定，为结束七年战争的《巴黎条约》做下了准备，这条协定定下了北美洲路易斯安那地区的归属。法国大革命后，枫丹白露成为塞纳-马恩省的一个市镇。
1807年10月29日，拿破仑、西班牙国王卡洛斯四世及其宰相曼努埃尔·戈多伊在此签署《枫丹白露条约》，允许法国军队取道西班牙入侵葡萄牙。1812年6月20日，身体抱恙的教皇庇护七世在私人物理家巴尔塔扎·克拉拉（Balthazard Claraz）陪同下，经萨伏那秘密转道而抵达此地，在此被拿破仑体面地软禁著。自1812年6月到1814年1月的十九个月期间，教皇没有踏出寓所一步。
1814年的枫丹白露条约褫夺了拿破仑的权力，但保留了法国皇帝的称号，并将他放逐到厄尔巴岛。1879年起，枫丹白露成为塞纳-马恩省的一个副省会。
1924年夏季奥林匹克运动会中，枫丹白露境内的一处高尔夫球场球道附近举办了现代五项的骑术项目。在1950年代到1960年代早期，枫丹白露的吉讷梅尔营地（Camp Guynemer）是盟军中欧司令部和盟军中欧空军司令部的所在地，直到后来法国拥有了自己的核武器，戴高乐总统不愿北约的核武器继续部署在法国领土上，以上两个司令才被分别转移到荷兰的布林瑟姆和西德的拉姆施泰因空军基地。

## 地理

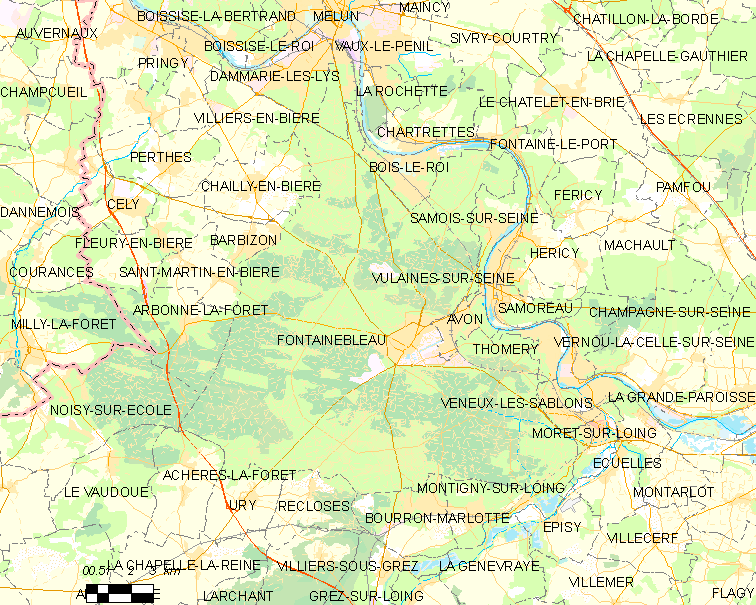
枫丹白露市镇范围地图

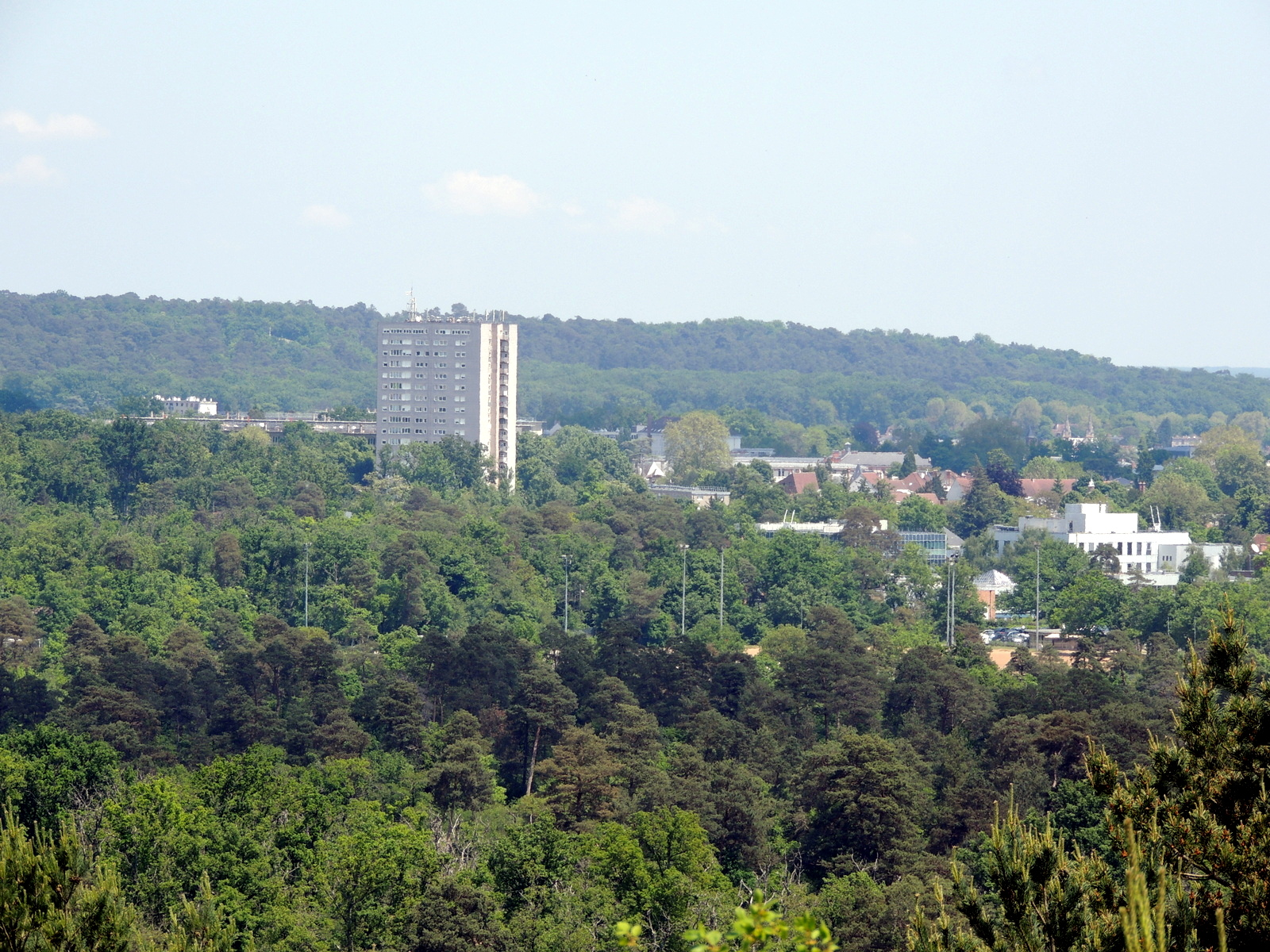
远眺枫丹白露

枫丹白露位于法国中北部，法兰西岛大区东南部和塞纳-马恩省南部，距离省会默伦大约17公里。
与枫丹白露接壤的市镇包括：达马里莱利斯、比耶尔地区维利耶、比耶尔地区沙伊、巴尔比宗、布瓦勒鲁瓦、拉罗谢特、塞纳河畔萨穆瓦、比耶尔地区圣马丹、埃科勒河畔努瓦西、阿谢尔拉福雷、阿翁、托姆里、于里、勒克洛斯、布龙-马洛特、卢万河畔蒙蒂尼和莫雷-卢万和奥尔瓦讷。

### 地形
枫丹白露位于巴黎盆地腹地，境内以平原为主，市镇中心地势较为平坦，市镇范围西侧略有起伏，全境海拔在42到150米之间。

### 水文
枫丹白露位于塞纳河流域范围内，其干流自东南向北流经市镇范围东北部边界；枫丹白露宫花园内的大运河（Grand Canal）是枫丹白露市区主要的地表水域。

### 植被
枫丹白露属于温带阔叶混交林区，枫丹白露森林是法兰西岛面积最大的天然林地之一，其主体部分位于枫丹白露的市镇管辖范围内。此外枫丹白露市区南部的英格兰花园（Jardin Anglais）亦是当地主要的城市绿地。
在鲜花城市的评比中，枫丹白露被评为2星级鲜花城市。

### 气候
枫丹白露在柯本气候分类法中属于温带海洋性气候。
枫丹白露境内设有常年气象站，以下为该气象站的数据（其中日照数据取自巴黎-奥利机场）：
| 枫丹白露 1981年－2019年 | 枫丹白露 1981年－2019年 | 枫丹白露 1981年－2019年 | 枫丹白露 1981年－2019年 | 枫丹白露 1981年－2019年 | 枫丹白露 1981年－2019年 | 枫丹白露 1981年－2019年 | 枫丹白露 1981年－2019年 | 枫丹白露 1981年－2019年 | 枫丹白露 1981年－2019年 | 枫丹白露 1981年－2019年 | 枫丹白露 1981年－2019年 | 枫丹白露 1981年－2019年 | 枫丹白露 1981年－2019年 |
| 月份                    | 1月                     | 2月                     | 3月                     | 4月                     | 5月                     | 6月                     | 7月                     | 8月                     | 9月                     | 10月                    | 11月                    | 12月                    | 全年                    |
| ----------------------- | ----------------------- | ----------------------- | ----------------------- | ----------------------- | ----------------------- | ----------------------- | ----------------------- | ----------------------- | ----------------------- | ----------------------- | ----------------------- | ----------------------- | ----------------------- |
| 历史最高温 °C（°F）     | 17 (63)                 | 22.5 (72.5)             | 25.3 (77.5)             | 29.1 (84.4)             | 33.6 (92.5)             | 38.5 (101.3)            | 39.7 (103.5)            | 40.9 (105.6)            | 33.4 (92.1)             | 28.6 (83.5)             | 22.6 (72.7)             | 17.7 (63.9)             | 40.9 (105.6)            |
| 平均高温 °C（°F）       | 6.9 (44.4)              | 8.7 (47.7)              | 12.7 (54.9)             | 15.9 (60.6)             | 20.4 (68.7)             | 23.3 (73.9)             | 26.1 (79.0)             | 25.9 (78.6)             | 21.6 (70.9)             | 16.5 (61.7)             | 10.5 (50.9)             | 6.9 (44.4)              | 16.3 (61.3)             |
| 日均气温 °C（°F）       | 3.6 (38.5)              | 4.4 (39.9)              | 7.3 (45.1)              | 9.8 (49.6)              | 14 (57)                 | 16.9 (62.4)             | 19.3 (66.7)             | 19 (66)                 | 15.2 (59.4)             | 11.4 (52.5)             | 6.6 (43.9)              | 3.8 (38.8)              | 10.9 (51.6)             |
| 平均低温 °C（°F）       | 0.4 (32.7)              | 0.1 (32.2)              | 2 (36)                  | 3.8 (38.8)              | 7.7 (45.9)              | 10.4 (50.7)             | 12.4 (54.3)             | 12.2 (54.0)             | 8.8 (47.8)              | 6.3 (43.3)              | 2.7 (36.9)              | 0.7 (33.3)              | 5.6 (42.1)              |
| 历史最低温 °C（°F）     | −16.1 (3.0)             | −15.9 (3.4)             | −14.6 (5.7)             | −8.5 (16.7)             | −3.9 (25.0)             | −1 (30)                 | 3 (37)                  | 1.8 (35.2)              | −1.5 (29.3)             | −5.5 (22.1)             | −14.3 (6.3)             | −12.6 (9.3)             | −16.1 (3.0)             |
| 平均降水量 mm（）       | 57.4 (2.26)             | 56.2 (2.21)             | 50.4 (1.98)             | 63.9 (2.52)             | 61.3 (2.41)             | 56.1 (2.21)             | 62.8 (2.47)             | 62 (2.4)                | 59.5 (2.34)             | 68.2 (2.69)             | 65.8 (2.59)             | 70.4 (2.77)             | 734 (28.9)              |
| 月均日照時數            | 43.4                    | 66.3                    | 162.6                   | 172.4                   | 165.4                   | 176.6                   | 232.1                   | 220.4                   | 193.9                   | 131.9                   | 49.1                    | 55.3                    | 1,669.4                 |
| 来源：infoclimat.fr     |                         |                         |                         |                         |                         |                         |                         |                         |                         |                         |                         |                         |                         |

## 行政区划
枫丹白露的市镇编号为77186，邮政编号为77300。
在行政管理方面，枫丹白露隶属于法国法兰西岛大区塞纳-马恩省，同时也是该省的一个副省会，下辖枫丹白露区；在地方选举方面，枫丹白露是枫丹白露县的中央投票站所在地，其市镇范围全境被划入塞纳-马恩省第二选区；在社会管理方面，枫丹白露是枫丹白露地区城市圈公共社区的办公驻地。
截至2023年4月，枫丹白露市镇范围内暂无任何城市敏感街区及城市政策优先街区。
法国国家统计与经济研究所（简称）在进行数据统计时，将枫丹白露及相邻的另外四个市镇设为枫丹白露城市核心区，并将包括核心区在内的周边共1,794个市镇划为巴黎城市区。自2020年起，巴黎城市区被包含1,949个市镇的巴黎城市辐射区代替。此外，还将枫丹白露市镇分为了8个“块区”（IRIS），以便于统计人口分布情况。

## 交通

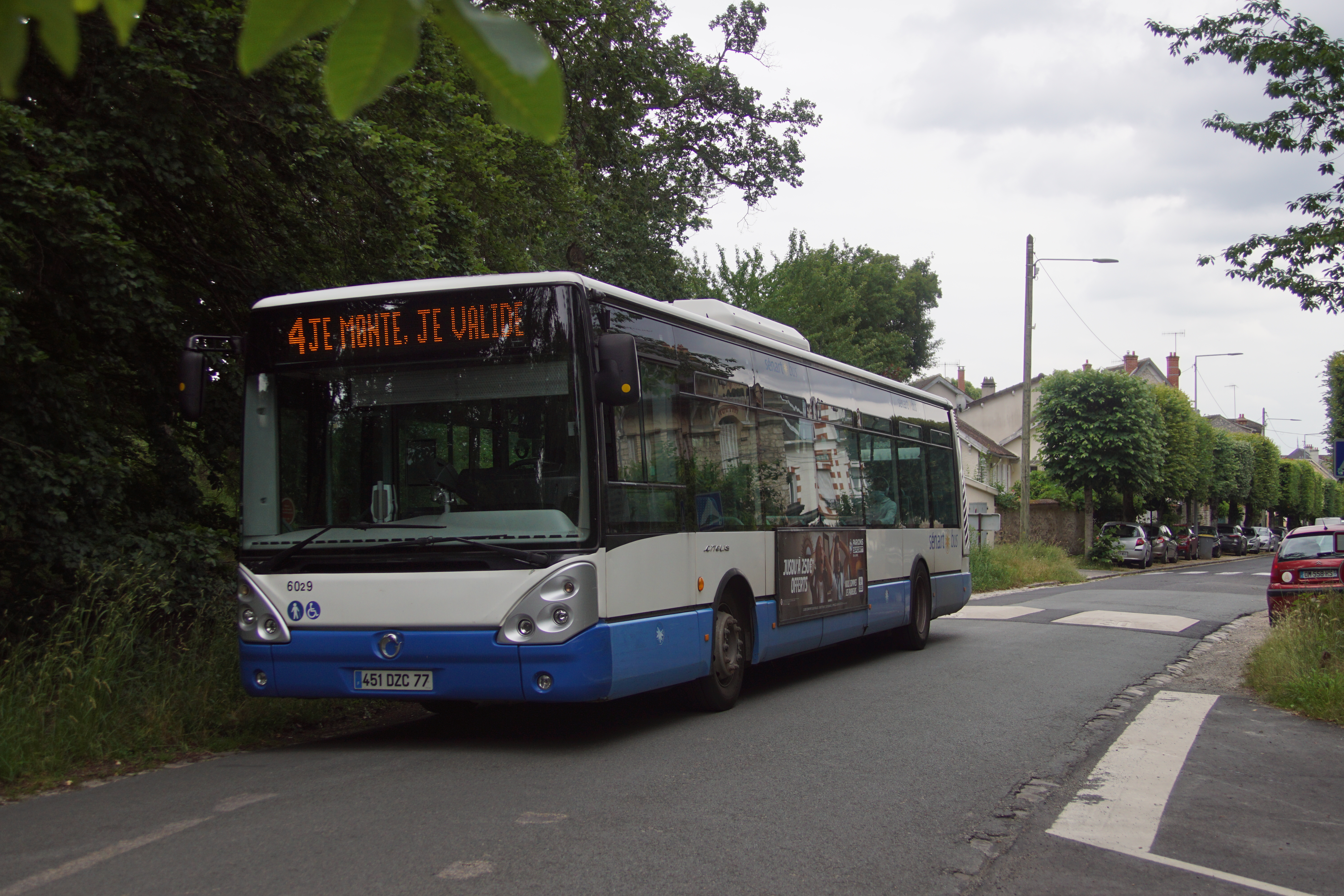
枫丹白露街头的一辆公共汽车

### 公路
塞纳-马恩省省道D125线、D138线、D409线、D606线、D607线在枫丹白露境内交汇。
2019年，62.5%的枫丹白露家庭拥有至少一辆私人汽车。2019年，枫丹白露境内共发生各类交通事故22起，造成2人遇难，30人受伤，其中10人重伤。
| 巴黎方向 | 16 |

| 默伦 | 17 |

| 蒙特罗福约讷 | 24 |

| 讷穆尔 | 17 |

### 铁路
巴黎－马赛铁路从枫丹白露东侧经过。枫丹白露-阿翁站位于阿翁市镇范围内，该站停靠法兰西岛大区铁路R线，以及部分往返于巴黎和拉罗什-米热讷一线的区域列车。此外同一线路上的枫丹白露森林乘降所及托姆里站亦位于枫丹白露市镇范围内。
1896至1953年间，枫丹白露市区曾有一条有轨电车线路。

### 航空
距离枫丹白露最近的民用航空站为59公里外的巴黎-奥利机场。

### 城市公共交通
枫丹白露是法兰西岛公共交通网的组成部分，截至2023年4月，共有十余条公交线路经过枫丹白露。
| 途经枫丹白露境内的主要公共交通线路 |                                 | |
| 类型                               | 运营商                          | 线路 |
| 城铁                               |                                 | ：巴黎里昂火车站 ↔ 默伦站 ↔ 枫丹白露-阿翁站 ↔ 托姆里站 ↔ 莫雷-沃讷莱萨布隆站 ↔ 讷穆尔-圣皮埃尔站 ↔ 蒙塔日站 ：巴黎里昂火车站 ↔ 默伦站 ↔ 枫丹白露-阿翁站 ↔ 托姆里站 ↔ 莫雷-沃讷莱萨布隆站 ↔ 蒙特罗站 |
| 公共汽车                           | Seine-et-Marne EXPRESS          | 34：默伦火车站 ↔ 莱塔普广场 ↔ 讷穆尔-圣皮埃尔火车站 ↔ 卢万河畔巴尼欧市政厅 ↔ 卢万河畔苏普旅游局 ↔ 朗东堡-凡尔登广场 |
| 公共汽车                           | 阿雷亚勒公交路网 Aéreal         | 1：枫丹白露-阿翁站 ↔ 火车站高地 ↔ 司法宫/白里安 ↔ 莱塔普广场 ↔ 市政厅 ↔ 城堡 ↔ 迪南/永别街 ↔ 副省政府/图书馆 ↔ 丁香 2：枫丹白露-阿翁站 ↔ 乌拉圭高级中学 ↔ 柳树林 3：枫丹白露-阿翁站 ↔ 平台 → 雅克·迪朗 → 柳树林 → 河谷初级中学 ↔ 卡诺广场 ↔ 市政厅-教堂 ↔ 维拉尔厅 ↔ 市政厅 → 莱塔普广场 → 克勒瓦-饶勒斯 4：枫丹白露-阿翁站 ↔ 火车站高地 ↔ 梯也尔 ↔ 福煦 ↔ 克勒瓦-饶勒斯/平原 ↔ 医院 ↔ 国际高中 ↔ 三岔口 ↔ 雏鸡苑球场 5：枫丹白露-阿翁站 ↔ 圣菲亚克尔开发区 ↔ 拉夫马斯 ↔ 埃里西站 ↔ 塞纳河畔维莱讷-风力磨坊 6 9：枫丹白露-阿翁站 ↔ 圣菲亚克尔开发区 ↔ 拉夫马斯 ↔ 马拉尔梅 ↔ 萨莫罗-贝尔纳什开发区 8：枫丹白露-阿翁站 ↔ 阿翁岩石 ↔ 维拉尔厅 ↔ 市政厅 → 莱塔普广场 → 克勒瓦-饶勒斯 112：雏鸡苑球场 ↔ 拉夫马斯 ↔ 埃里西站 ↔ 埃里西-埃斯皮纳尔 |
| 公共汽车                           | 科梅特公交路网 Comète           | 208：永别街 ↔ 蒙特罗站 209：枫丹白露-阿翁站 ↔ 平台 ↔ 塞纳河畔香槟站 ↔ 塞纳河畔韦尔努拉塞勒-马朗日 |
| 公共汽车                           | 蓝色巴士公交路网 Les Cars Bleus | 184.001A：乌拉圭高级中学 ↔ 枫丹白露-阿翁站 ↔ 勒克洛斯 ↔ 拉沙佩勒拉雷讷-汽车站 184.001B 184.001C：乌拉圭高级中学 ↔ 枫丹白露-阿翁站 ↔ 于里 ↔ 埃科勒河畔努瓦西-谢奈 184.014：乌拉圭高级中学 ↔ 枫丹白露-阿翁站 ↔ 于里 ↔ 比捷 ↔ 马勒塞布站 |
| 1. 2.                              |                                 | |

## 政治

枫丹白露市政厅大楼

枫丹白露的现任市长为朱利安·贡达尔（Julien GONDARD）先生，他是一名无党派人士，自2022年7月起担任市长职务。其前任弗雷德里克·瓦勒图先生在2014年的市政选举中获得了的43.72%支持率，在2020年是市政选举中则获得60.37%的支持率。
| 枫丹白露历届市长 | 枫丹白露历届市长                     | 枫丹白露历届市长                                             |
| 任期             | 市长                                 | 党派                                                         |
| ---------------- | ------------------------------------ | ------------------------------------------------------------ |
| 1945年－1959年   | Hubert PAJOT 于贝尔·帕若             | RI独立激进党                                                 |
| 1959年－1992年   | Paul SÉRAMY 保罗·塞拉米              | RGR共和国左翼联盟 →中间主义 →CD法国民主中心 →UDF法国民主联盟 |
| 1992年－2001年   | Paul DUBRULE 保罗·迪布吕勒           | RPR保衛共和聯盟                                              |
| 2001年－2005年   | Jacques NIZARD 雅克·尼扎尔           | DVD右翼无党派人士                                            |
| 2005年－2022年   | Frédéric VALLETOUX 弗雷德里克·瓦勒图 | UMP人民运动联盟 →LREM复兴                                    |
| 2022年－         | Julien GONDARD 朱利安·贡达尔         | 無黨籍                                                       |

### 各级选举
| 枫丹白露历届投票选举结果 | 枫丹白露历届投票选举结果 | 枫丹白露历届投票选举结果 | 枫丹白露历届投票选举结果 | 枫丹白露历届投票选举结果          | 枫丹白露历届投票选举结果 | 枫丹白露历届投票选举结果 | 枫丹白露历届投票选举结果          | 枫丹白露历届投票选举结果 | 枫丹白露历届投票选举结果 |
| 选举项目                 | 选举范围                 | 选区单位                 | 选区单位内的选举结果     | 选区单位内的选举结果              | 选区单位内的选举结果     | 选区单位内的选举结果     | 选区单位内的选举结果              | 选区单位内的选举结果     | 参考资料                 |
| 选举项目                 | 选举范围                 | 选区单位                 | 第一轮胜出者             | 第一轮胜出者                      | 支持率                   | 第二轮胜出者             | 第二轮胜出者                      | 支持率                   | 参考资料                 |
| ------------------------ | ------------------------ | ------------------------ | ------------------------ | --------------------------------- | ------------------------ | ------------------------ | --------------------------------- | ------------------------ | ------------------------ |
| 2017年法國總統選舉       | 法國                     | 市镇                     |                          | 弗朗索瓦·菲永                     | 36.81%                   |                          | 埃马纽埃尔·马克龙                 | 76.07%                   | [ 32 ]                   |
| 2017年法国立法选举       | 塞纳-马恩省第二选区      | 市镇                     |                          | 埃丝泰尔·鲁索                     | 41.31%                   |                          | 瓦莱丽·拉克鲁特                   | 52.17%                   | [ 32 ]                   |
| 2019年欧洲议会选举       | 法國                     | 市镇                     |                          | 纳塔莉·卢瓦索                     | 32.02%                   | （不适用）               | （不适用）                        | （不适用）               | [ 34 ]                   |
| 2021年法国省级选举       | 塞纳-马恩省              | 县                       |                          | 帕斯卡尔·古乌里 贝亚特丽斯·吕什东 | 36.63%                   |                          | 帕斯卡尔·古乌里 贝亚特丽斯·吕什东 | 76.46%                   | [ 35 ]                   |
| 2021年法国省级选举       | 塞纳-马恩省              | 市镇                     |                          | 帕斯卡尔·古乌里 贝亚特丽斯·吕什东 | 37.16%                   |                          | 帕斯卡尔·古乌里 贝亚特丽斯·吕什东 | 80.81%                   | [ 35 ]                   |
| 2021年法国大区选举       | 法蘭西島大區             | 市镇                     |                          | 瓦莱丽·佩克雷斯                   | 47.98%                   |                          | 瓦莱丽·佩克雷斯                   | 56.86%                   | [ 36 ]                   |
| 2022年法国总统选举       | 法國                     | 市镇                     |                          | 埃马纽埃尔·马克龙                 | 33.8%                    |                          | 埃马纽埃尔·马克龙                 | 70.43%                   | [ 32 ]                   |
| 2022年法国立法选举       | 塞纳-马恩省第二选区      | 市镇                     |                          | 弗雷德里克·瓦勒图                 | 37.41%                   |                          | 弗雷德里克·瓦勒图                 | 67.36%                   | [ 32 ]                   |

## 人口
2020年，枫丹白露市镇人口数量为15,903，在法国排名第608位。其中男性7,564人，女性8,339人，75岁及以上人口占10.7%，出生于法国以外的居民人口数量为2,316人，人口密度为92人/平方公里，当地居民被称为（男性）或（女性）。2021年，枫丹白露境内出生131人，死亡人口142人。
| 枫丹白露1901年－2020年人口变化情况 |
|                                    |
| 数据来源：Cassini、INSEE           |

## 经济

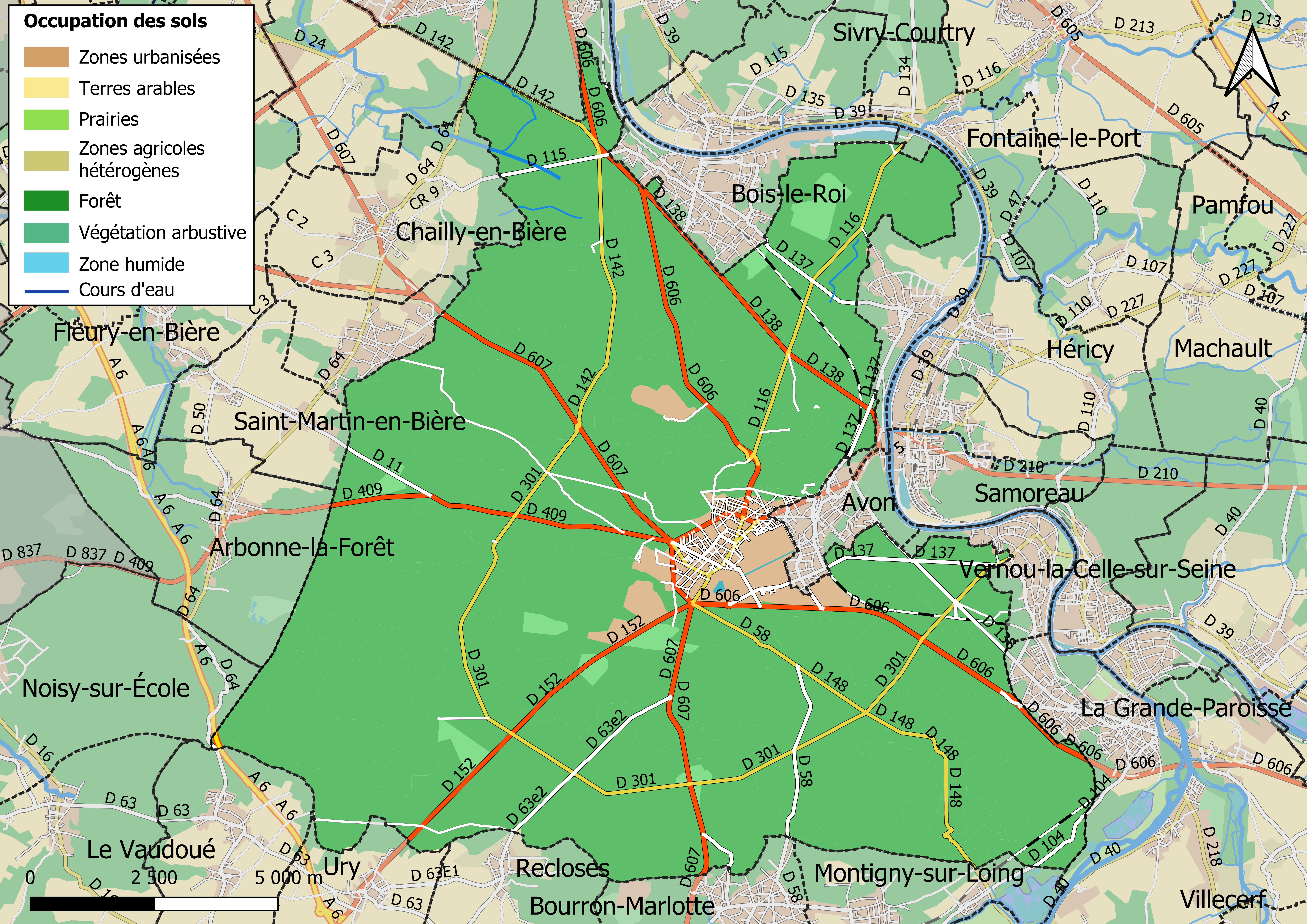
枫丹白露土地利用情况地图

枫丹白露是一个区域性的中心城市，也是巴黎的一个中远郊卫星城。截止2023年4月，枫丹白露市镇范围内共有各类用人单位（包含自雇）4,056家，平均历史为16年，其中99.14%为中小型企业（PME），2023年2月至4月间，当地的经济活力指数为0.22%。Picard Surgeles（冷藏品）、（财会）及（二手货）是当地2021年营业额最高的三个企业，分别为1,770,112,576欧元、18,140,849欧元和8,600,927欧元。

## 财政与居民收入
2021年，枫丹白露的财政收入总额为22,388,500欧元，财政支出总额为21,049,600欧元，当年的债务总额为19,798,900欧元。 2021年，枫丹白露市镇通过增值税获得958,230欧元的收入，此外当地还共获得了852,490欧元的国家直接财政补助。
2019年，枫丹白露的人均月收入总额为3,410欧元，其中高级职员为5,491欧元，高于法国平均水平（4,230欧元）；中级职员为2,570欧元，高于法国平均水平（2,411欧元）；普通职员为1,850欧元，亦高于法国平均水平（1,740欧元）。
2019年，枫丹白露境内的贫困率为13%，青壮年（15至64岁）失业率为10.9%；当地59.4%的家庭拥有纳税资格，平均纳税7,201欧元，高于法国平均水平（3,910欧元）。

## 社会事务

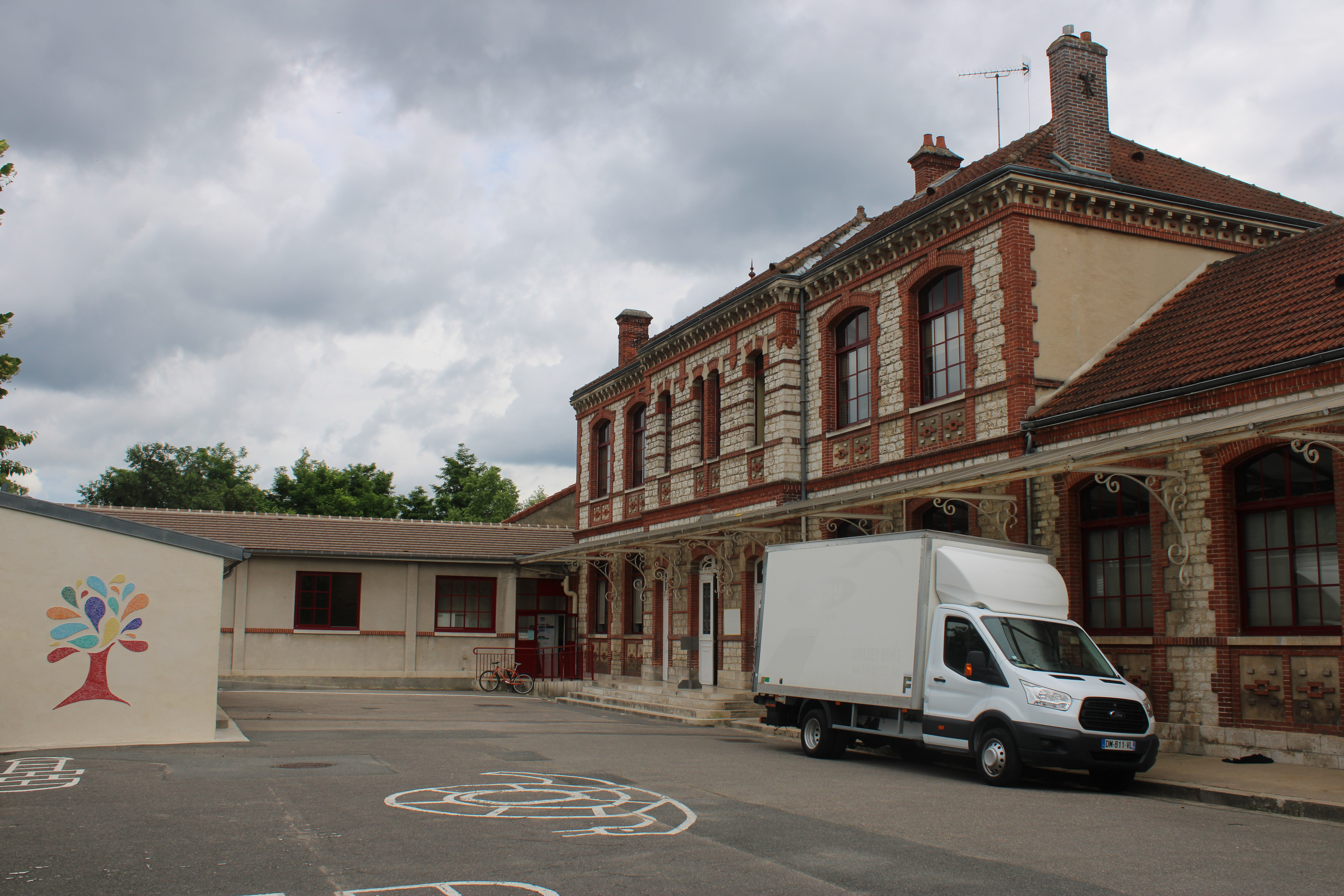
枫丹白露的一所学校

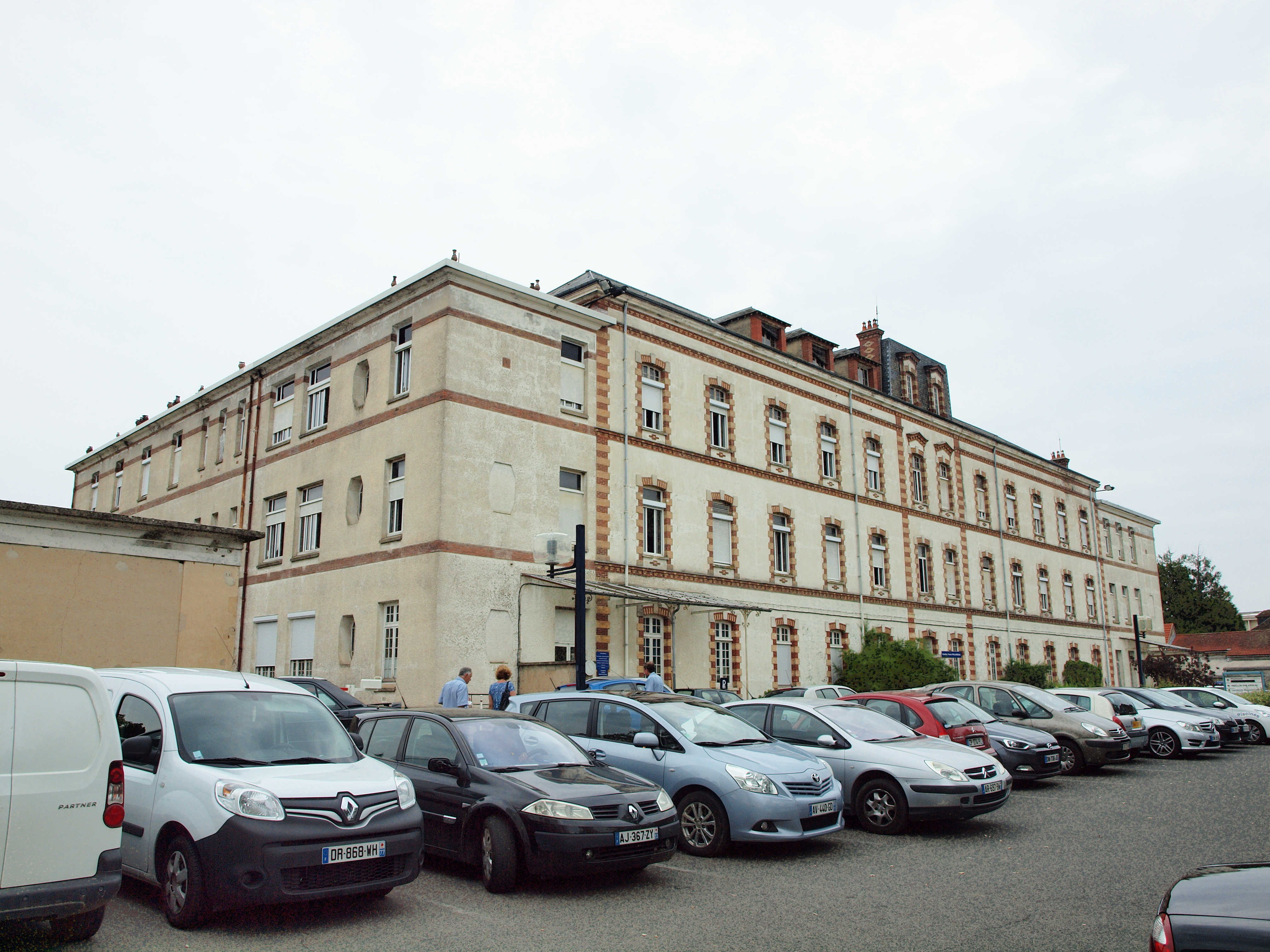
枫丹白露中心医院

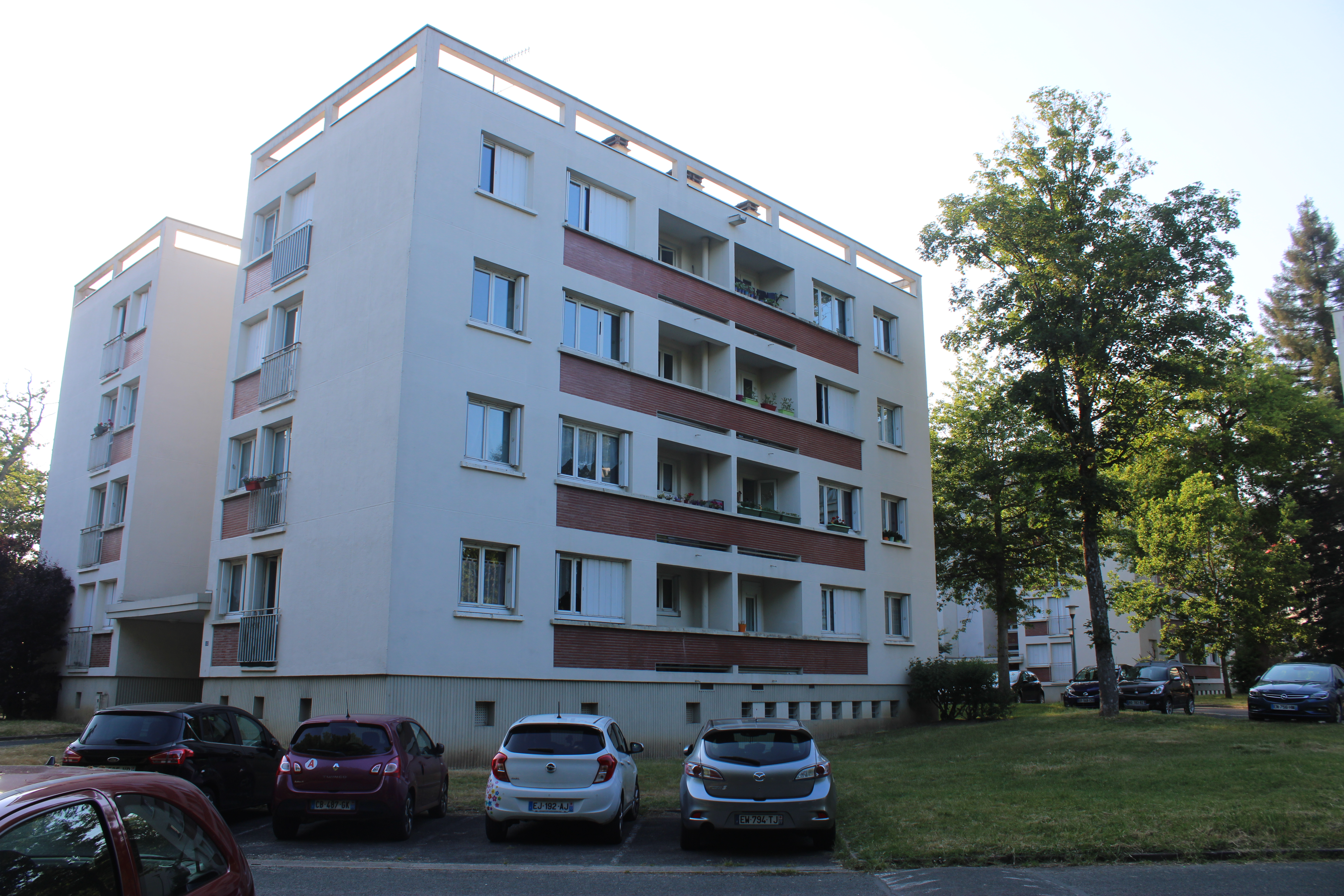
丁香街区的一幢居民楼

### 教育
枫丹白露属于克雷泰伊学区。截止2021年1月1日，枫丹白露境内共有3所幼儿园、8所小学、3所初级中学和4所普通高中。2021至2022学年度，枫丹白露境内共有在校中等教育阶段学生5,331名。
在高等教育方面，枫丹白露境内有三所卫生学校。欧洲工商管理学院位于枫丹白露境内。

### 医疗
截止2021年1月1日，枫丹白露境内共有全科医生34名、保健师35名、牙医28名、护士24名、耳科医生1名、眼科医生8名、皮肤科医生2名、助产士4名、儿科医生2名和妇科医生7名。境内共有药房8家、养老院4家、残疾人帮扶中心2家。
距离枫丹白露最近的区域性医疗机构为南塞纳-马恩省中心医院（Centre hospitalier Sud Seine et Marne），该机构是当地规模最大的公立综合性医院，共有床位1,446个，在枫丹白露设有一处病区。

### 住房
2019年，枫丹白露境内共有各类住房9,352套，其中24.9%为独立式居民区，74.9%为集中式居民区。常住房屋占枫丹白露市镇范围内居民建筑总量的84.1%。
在住房保障政策方面，2021年，枫丹白露境内共有1,621户家庭获得了住房经济补助，受益人数占总人口数量的10.3%，其中1,612份为房租补助。

### 商业
2021年，枫丹白露境内共有各类实体商铺488家，其中餐厅96家、大型超市1家、杂货店11家、面包房17家、肉铺4家、书店8家、装饰品店2家、银行门店11家、美容美发店29家、汽车维修店8家。市中心建有Franprix、Monoprix等便民超市。

### 体育
2021年，枫丹白露境内共有2家游泳池、6间体育馆、2座综合体育场、14处网球场、3处马术场、4处足球或橄榄球场、2处篮球或排球场以及1处高尔夫球场。
截至2023年4月，枫丹白露境内共有三家注册足球俱乐部。枫丹白露竞技俱乐部（编号500364）是当地的代表性足球队，成立于1912年，其主队2022至2023赛季参加法兰西岛大区足球联赛丙组（法国第八级别），其主场为菲利普·马于球场（Stade Philippe Mahut）。

### 环境
枫丹白露的环境事务由其所属的枫丹白露地区城市圈公共社区联合各级政府协调负责。2021年，枫丹白露境内暂无污染企业。

### 治安
2021年，枫丹白露市镇范围内共有1处派出所。
枫丹白露警区（zone police de Fontainebleau）的管辖范围共包括16个市镇。2020年，该警区累计记录各类案件2,424起，其中盗窃类案件1,307起，经济类案件347起，毒品交易类案件172起。

## 文化
2021年，枫丹白露境内共有1家剧场、2家电影院、2家博物馆和1家音乐厅。枫丹白露境内建有多媒体中心，每周二至日向公众开放。

### 建筑
枫丹白露境内有多处历史建筑，其中枫丹白露宫、市政剧场等为法国国家文物保护单位，市政厅、邮局等则是当地的地标性建筑物。

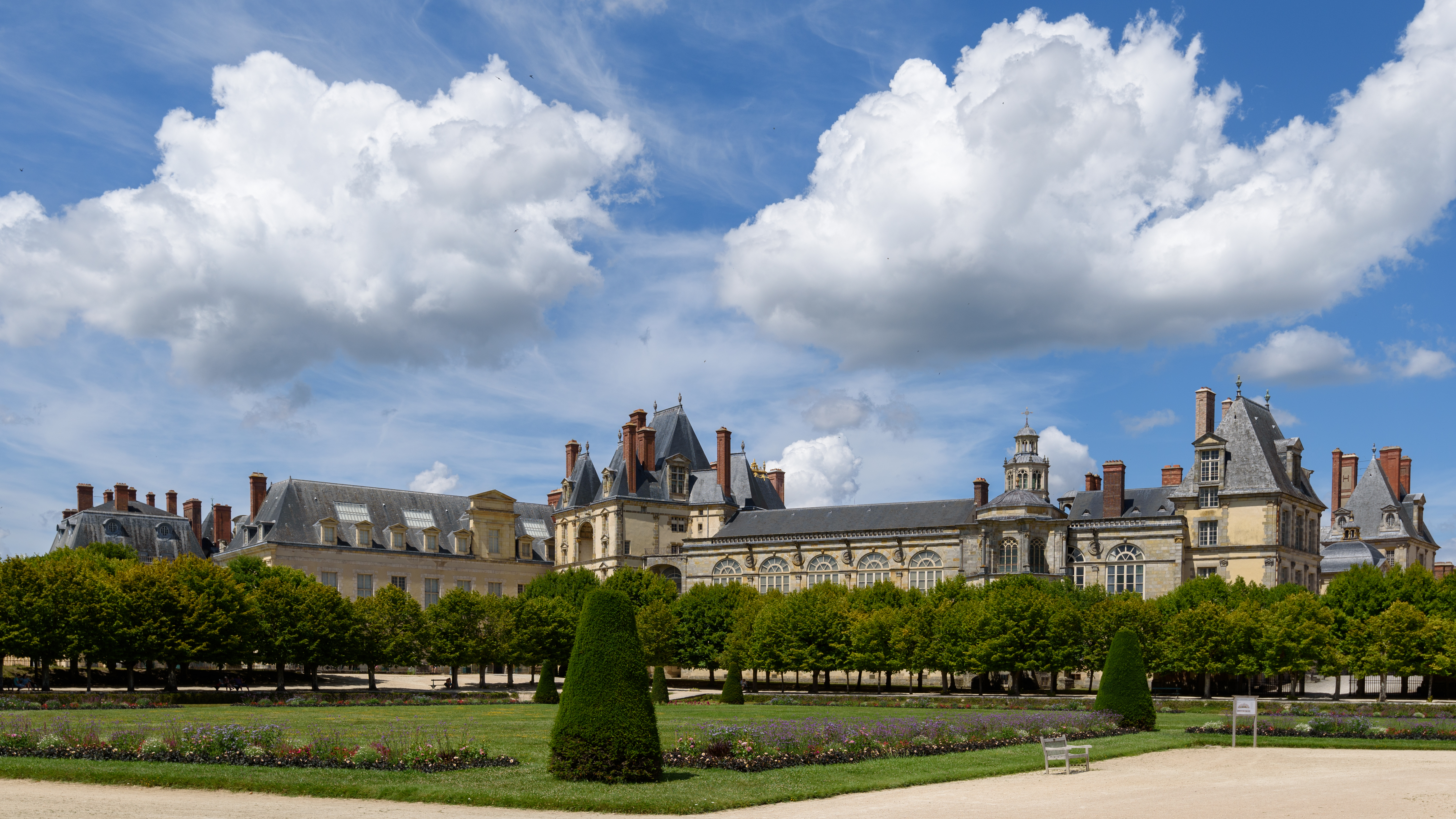
枫丹白露宫
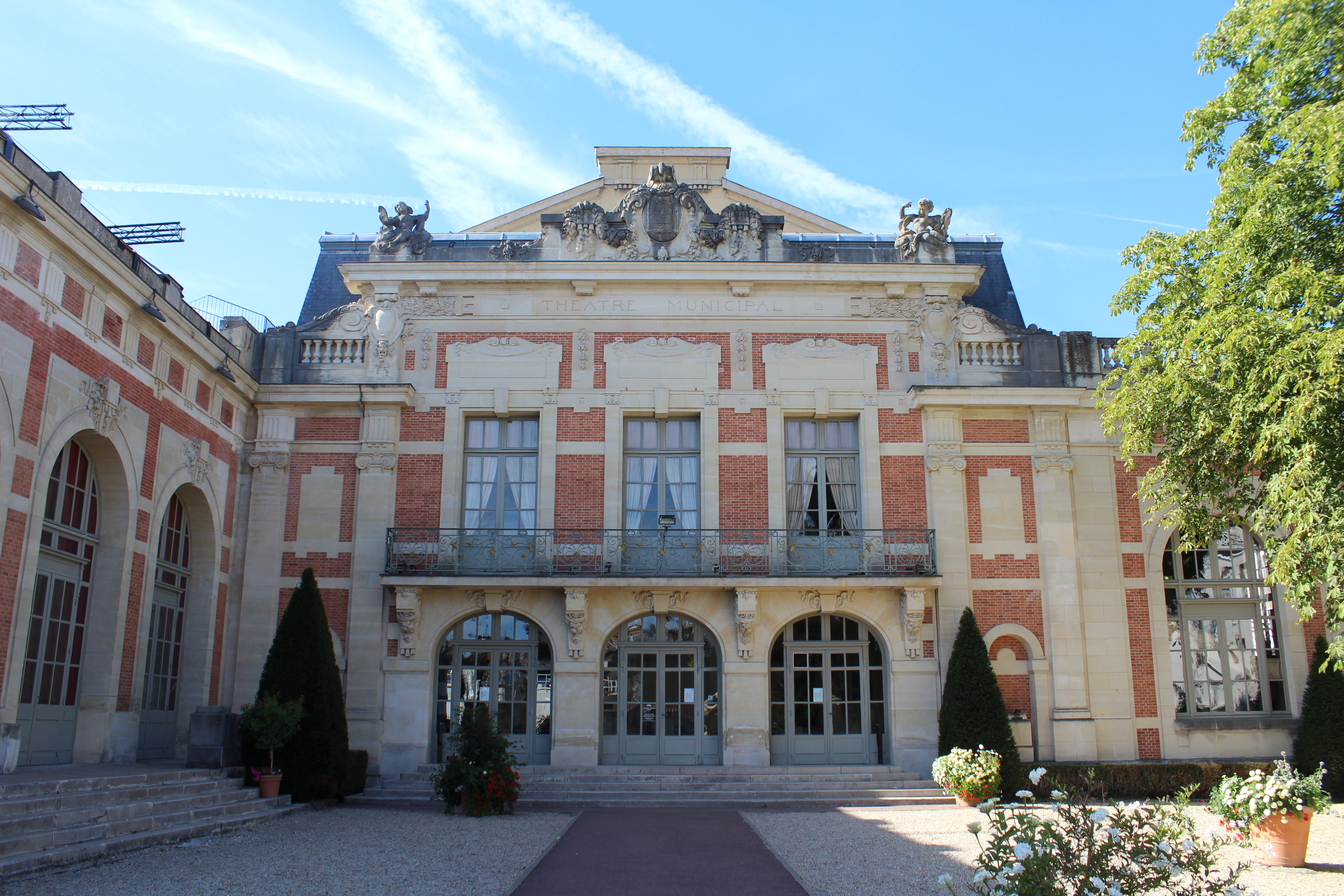
市政剧场（法语：Théâtre municipal de Fontainebleau）
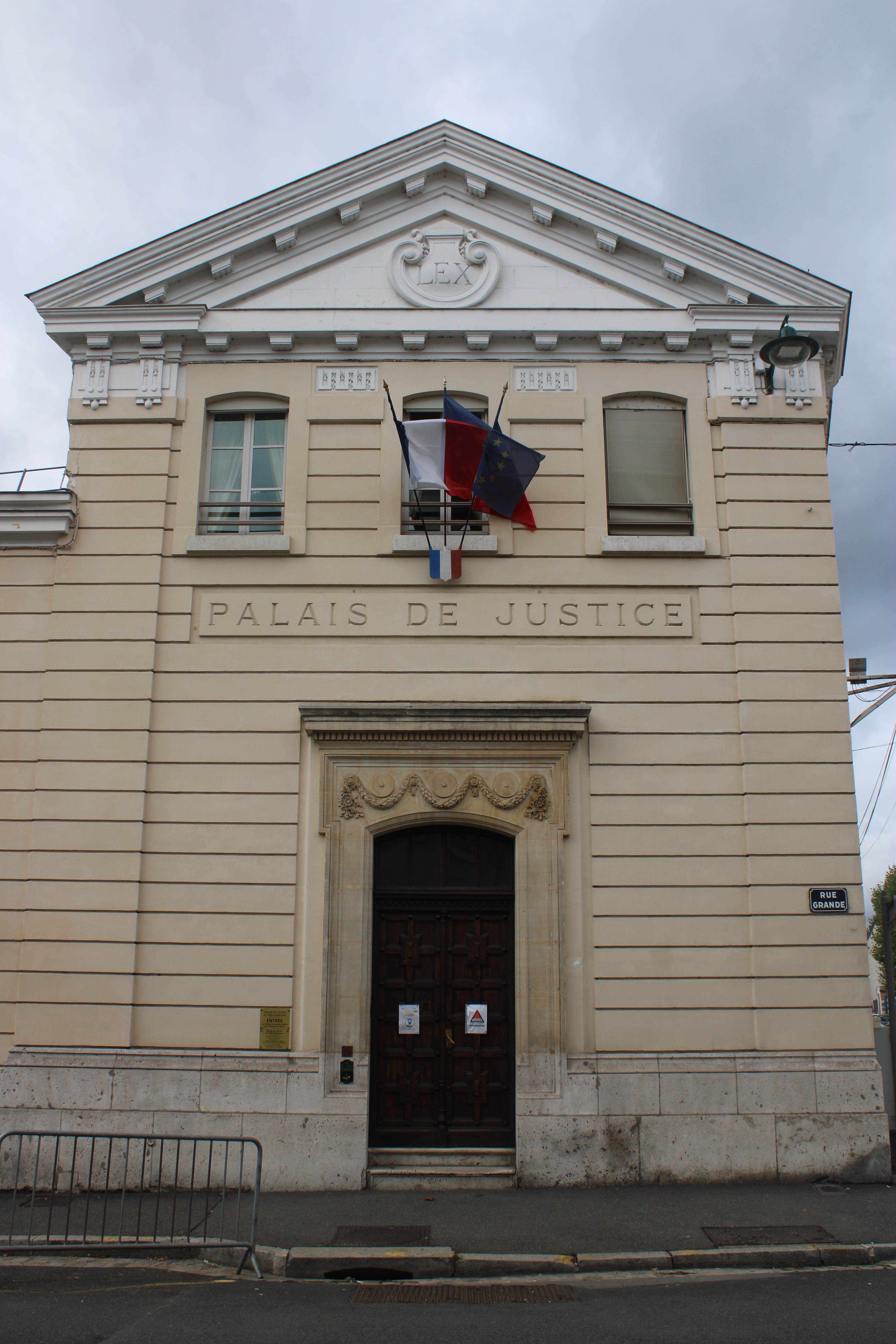
司法宫（法语：Palais de justice de Fontainebleau）
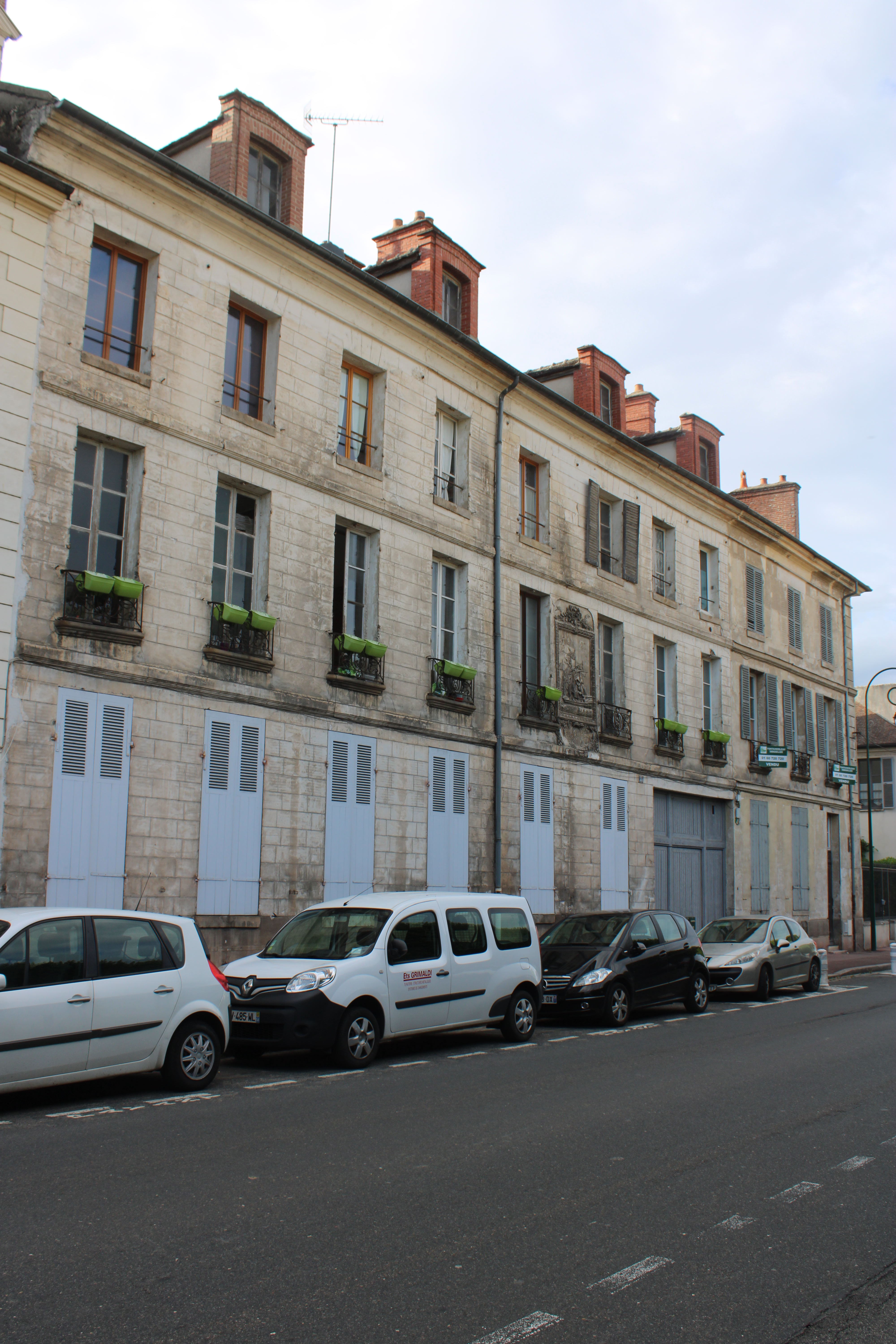
加莱尔宫（法语：Hôtel de la Galère）
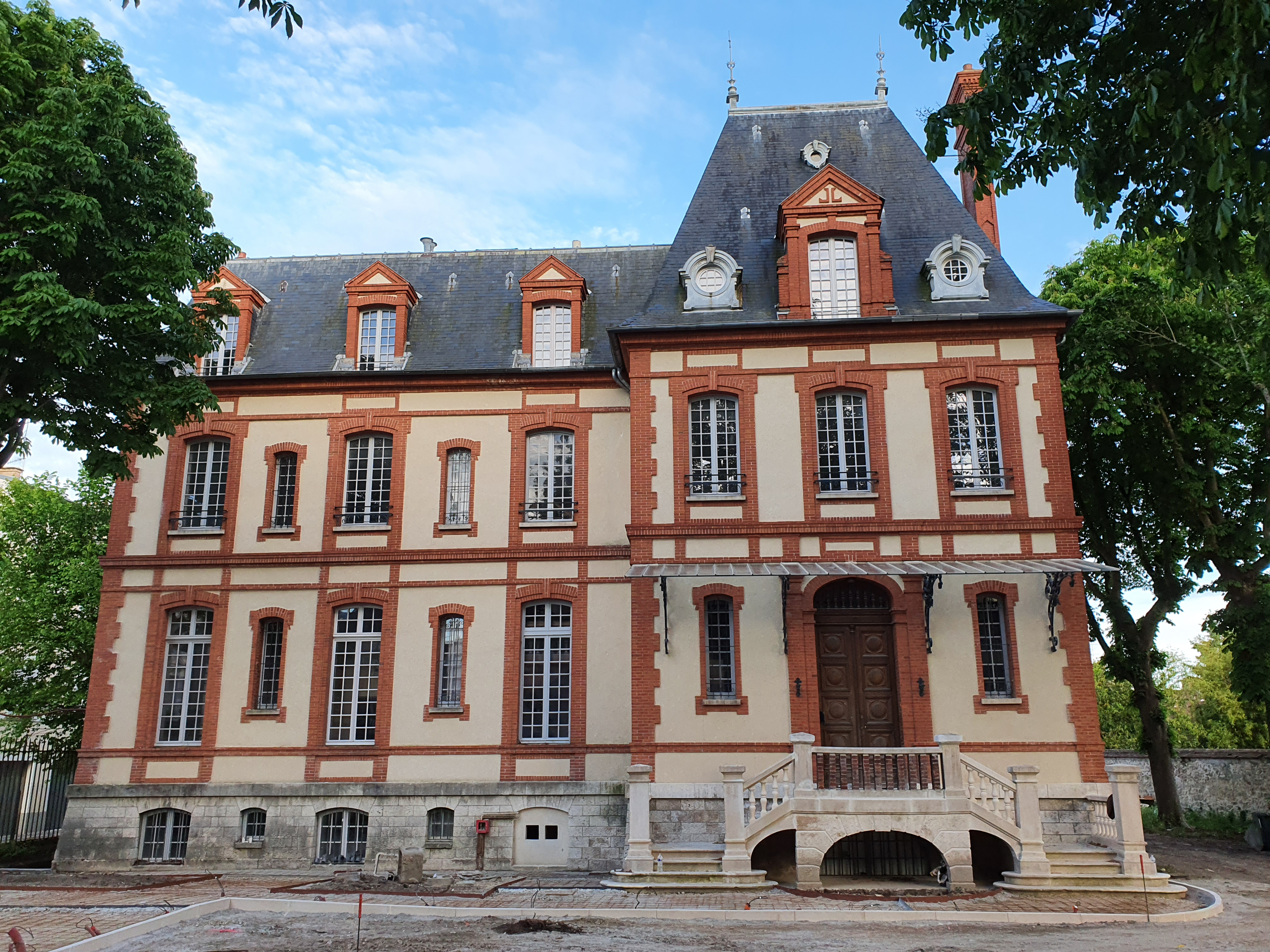
拉沃尔宫（法语：Villa Lavaurs）
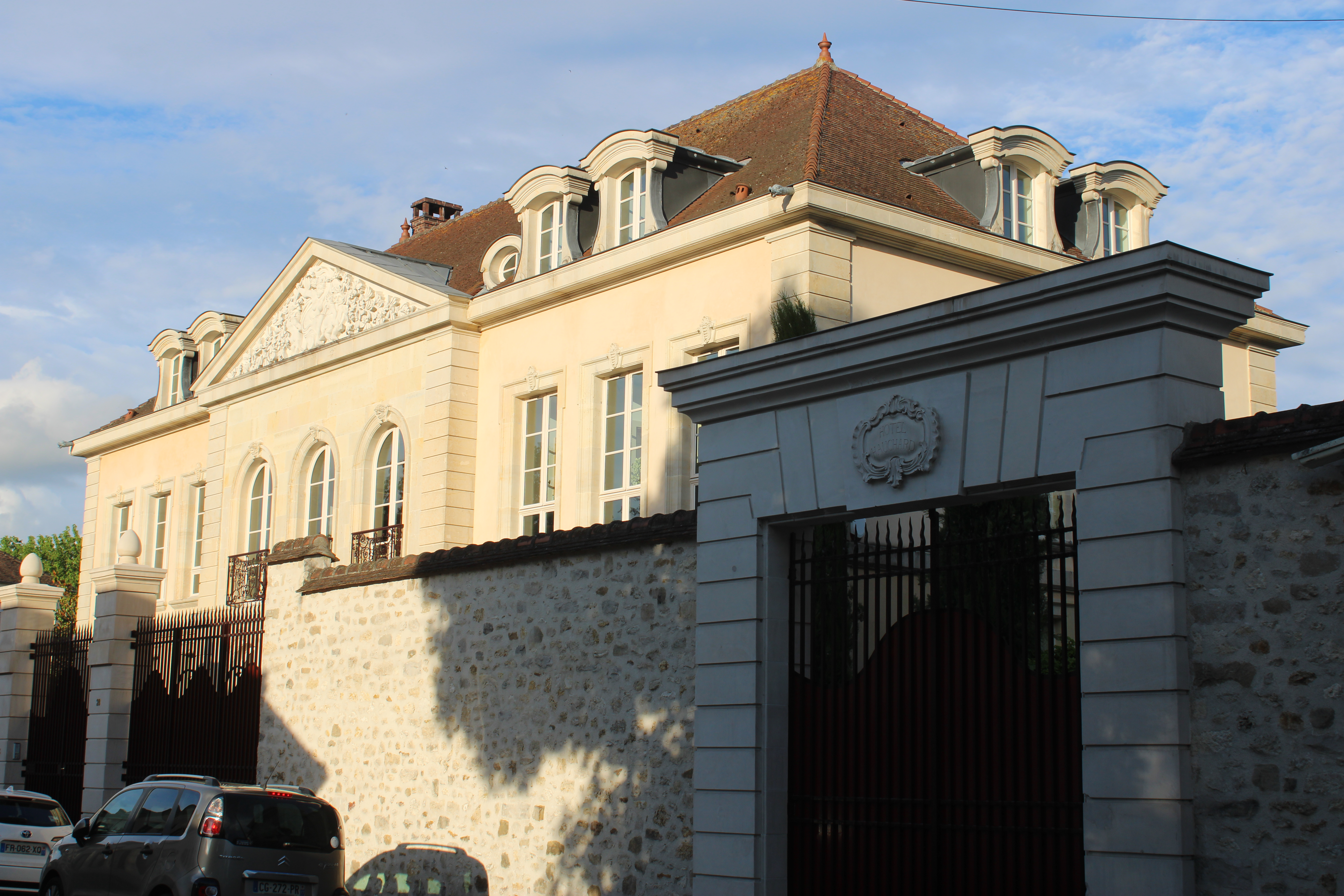
欧沙尔宫
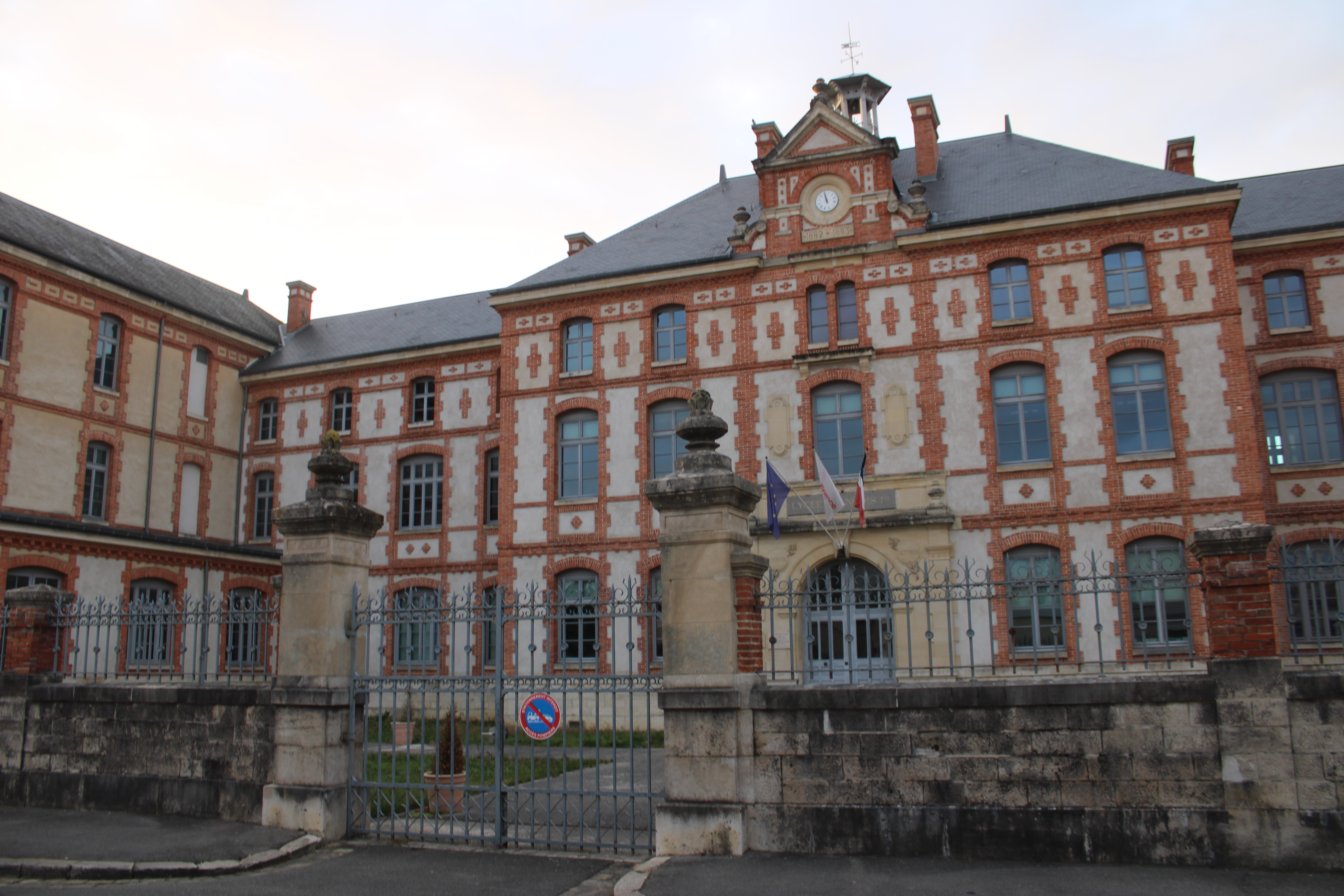
弗朗索瓦一世高级中学（法语：Lycée François-Ier (Fontainebleau)）
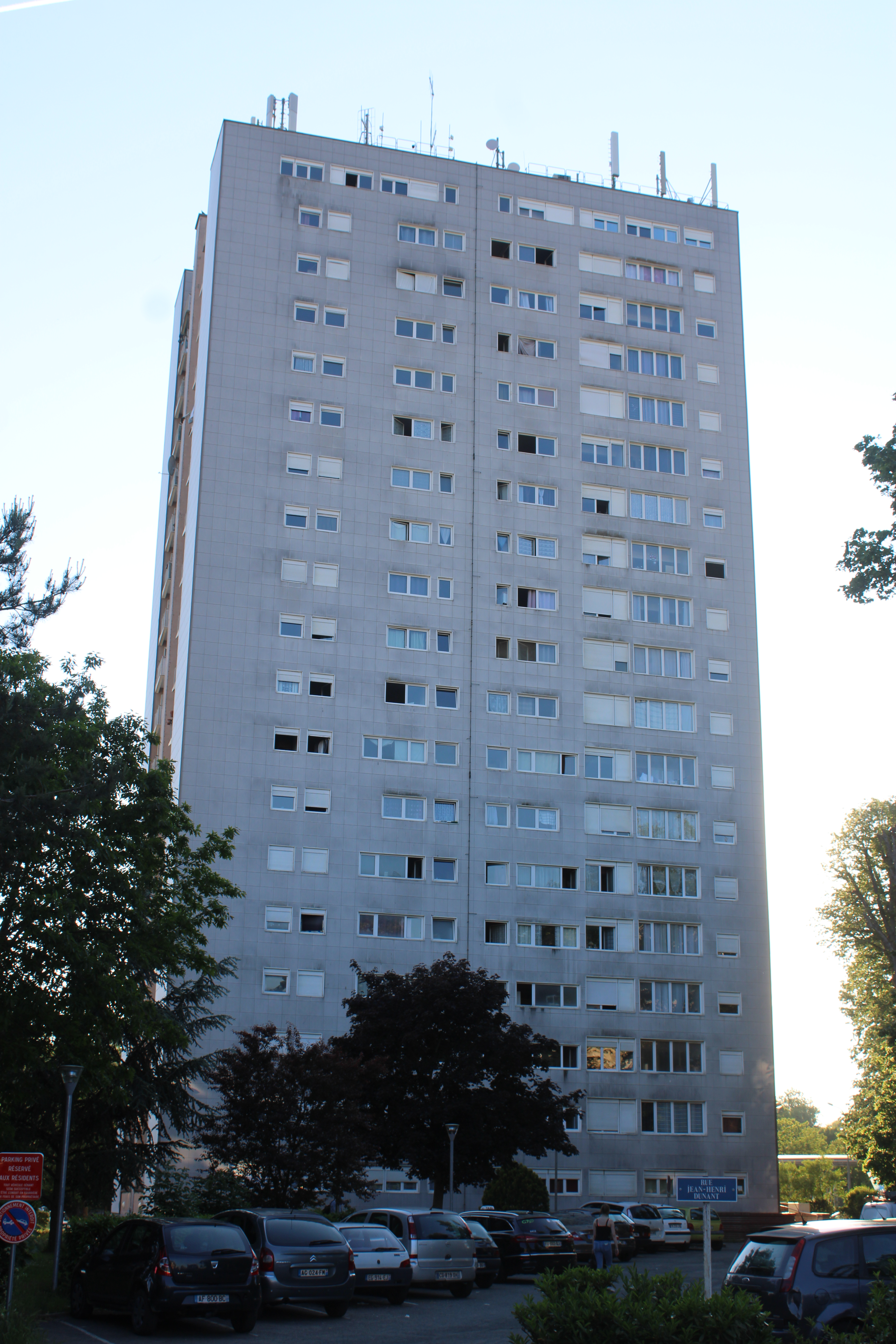
瓦内里大楼

### 旅游
枫丹白露的旅游事务由其所属的枫丹白露地区城市圈公共社区负责。2022年，枫丹白露境内共有12家酒店共计538间房间。

### 媒体
法国主要的媒体均可在枫丹白露接收，法国电视三台下属的法兰西岛大区频道在部分时段播出枫丹白露所在塞纳-马恩省的地方新闻。《巴黎人报》、蓝色法兰西巴黎广播、BFM电视台法兰西岛频道等是当地主要的地方性媒体。

## 相关人物
多名欧洲王室成员出生于枫丹白露宫，包括法兰西国王亨利三世、弗朗索瓦二世、路易十三、大王太子路易、西班牙王后法兰西的伊丽莎白、葡萄牙王后法兰西的伊丽莎白、洛林公爵法蘭西的克洛德、安茹公爵法兰索瓦、奥尔良公爵加斯东、奥尔良的菲利普-夏尔等。
法国哲学家朱尔·拉舍利耶、政治家奥克塔夫·加尼耶、马术运动员达尼埃尔·吉卢瓦、田径运动员安托万·里夏尔、赛艇运动员蒂博·科拉尔、足球运动员吕多维克·冈博阿出生于枫丹白露。

## 友好城市
截至2023年4月，枫丹白露共与五座城市互为友好城市关系：
- 德国 康斯坦茨
- 英格兰 里奇蒙
- 柬埔寨 暹粒市
- 義大利 洛迪
- 葡萄牙 辛特拉